# Gemmingen (Familienname)
Gemmingen ist ein deutscher Familienname.

## Namensträger
- Anna von Gemmingen (um 1517–1577), Erbtochter von Hans von Gemmingen
- Dieter I. von Gemmingen, Grundherr in Gemmingen
- Dieter der Jüngere von Gemmingen († 1359), deutscher Adliger
- Dieter IV. von Gemmingen († 1414), deutscher Adliger, siehe Dietrich von Gemmingen († 1414)
- Diether V. von Gemmingen (um 1374–vor 1428), Freiherr von Gemmingen
- Diether von Gemmingen (1398–1478) (Diether VI. von Gemmingen), badischer Landhofmeister

- Dietrich der Ältere von Gemmingen, gemeinsamer Stammvater des Stamms A (Guttenberg) der Freiherren von Gemmingen
- Dietrich von Gemmingen († 1414), Ganherr in Bönnigheim, Ortsherr in Ittlingen
- Dietrich von Gemmingen († 1482), Vogt in Löwenstein, Ganherr in Widdern, Burgherr auf Maienfels
- Dietrich von Gemmingen († 1526), Grundherr auf Guttenberg und in Bonfeld, Förderer der Reformation im Kraichgau
- Dietrich von Gemmingen (1526–1587), Direktor des Ritterkanton Kraichgau, begütert in Filseck und Weilerberg
- Dietrich von Gemmingen (1584–1659), Grundherr in Gemmingen und auf Burg Guttenberg
- Eberhard von Gemmingen (Abt), im 14. Jahrhundert Abt im Stift Sinsheim
- Eberhard von Gemmingen († 1419), begütert in Bürg und anderen Orten
- Eberhard der Jüngere von Gemmingen († bis 1426), Grundherr in Gemmingen, Stebbach, Ittlingen, Ober- und Unterbeutingen
- Eberhard von Gemmingen († 1501), Küchenmeister, Haushofmeister und Kammermeister bei Pfalzgraf Friedrich I.
- Eberhard von Gemmingen († um 1532), Grundherr in Gemmingen und Burgmann in Oppenheim, Alzey und Lautern
- Eberhard von Gemmingen zu Bürg (um 1500–1572), Grundherr in Bürg, Widdern, Maienfels und Treschklingen
- Eberhard von Gemmingen (1527–1583), erwarb gemeinsam mit seinen Brüdern 1575 die Herrschaft Weinfelden im Thurgau
- Eberhard von Gemmingen (1567–1611), Erbauer des Wasserschlosses in Bad Rappenau
- Eberhard von Gemmingen († 1635), Amtmann in Würzburg, Grundherr in Bürg und Presteneck
- Eberhard von Gemmingen (1628–1675), Grundherr in Rappenau und Direktor des Ritterkanton Kraichgau
- Eberhard von Gemmingen (1674–1741), Obervogt in Balingen, Grundherr in Bürg und Presteneck
- Eberhard von Gemmingen (1713–1757), Grundherr in Rappenau und Oberstleutnant
- Eberhard von Gemmingen (1883–1952), württ. Rittmeister, Grundherr in Babstadt, Reichsritter des Johanniter-Ordens
- Eberhard von Gemmingen-Hornberg (Oberst) (1688–1767), deutscher Oberst
- Eberhard von Gemmingen-Hornberg (* 1936), deutscher Theologe und Journalist, siehe Eberhard von Gemmingen (Theologe)
- Eitel Dietrich von Gemmingen (1513–1568), deutscher Adliger, Grundherr in Steinegg
- Eitel Dietrich von Gemmingen (1629–1689), deutscher Adliger, Oberamtmann in Lauterbourg und Direktor des Schwäbischen Ritterkreises
- Franz Reinhard von Gemmingen (1692–1751), baden-durlachscher Kammerjunker und Obervogt
- Friedrich von Gemmingen (1587–1634), deutscher Adliger, Grundherr in Eschenau
- Friedrich von Gemmingen-Maienfels (1668–nach 1700), deutscher Adliger, Grundherr in Maienfels
- Friedrich von Gemmingen (1691–1738), deutscher Adliger, Kammerjunker und Grundherr in Babstadt
- Friedrich von Gemmingen (1823–1882), deutscher Adliger, Kämmerer und Grundherr in Neckarzimmern
- Friedrich Casimir von Gemmingen (1694–1744), deutscher Adliger und Kammerjunker
- Friedrich Christoph von Gemmingen (1670–1702), deutscher Adliger, Kammerjunker und Oberstallmeister
- Gabriele von Gemmingen-Guttenberg (* 1935), deutsche Politikerin (CDU)
- Georg von Gemmingen (Domherr) (1458–1511), deutscher Priester, Domherr und kirchlicher Reformer
- Georg von Gemmingen (Deutschordenskomtur)  (vor 1564–nach 1587), deutscher Komtur des Deutschen Ordens
- Georg der Dicke von Gemmingen (vor 1399–nach 1426), deutscher Reichsritter und Besitzer von Gütern
- Hans von Gemmingen (erw. 1259), deutscher Adliger, Vogt in Sinsheim
- Hans von Gemmingen († 1409), deutscher Adliger, speyrischer Amtmann
- Hans der Reiche von Gemmingen († 1490), deutscher Adliger, Begründer der Linie Gemmingen-Guttenberg
- Hans von Gemmingen, genannt Giener, deutscher Adliger, Amtmann im Bruhrain
- Hans von Gemmingen († 1552), deutscher Adliger, Amtmann in Otzberg
- Hans von Gemmingen († 1591), deutscher Adliger, Komtur des Deutschen Ordens
- Hans Christoph von Gemmingen (1544–1596), deutscher Adliger, Grundherr auf Liebenfels
- Hans Christoph von Gemmingen (1677–1752), deutscher Adliger, Grundherr in Michelfeld und Beamter
- Hans Dietrich von Gemmingen (1516–1566), deutscher Adliger, Grundherr in Heimsheim, Mühlhausen und Weinfelden
- Hans Dietrich von Gemmingen (1869–1958), deutscher Adliger, Kämmerer und Offizier
- Johann von Gemmingen (1549–1599), pfalz-neuburgischer Kammermeister, Jägermeister und Rat
- Johann von Gemmingen zu Liebenfels (1590–um 1653), Grundherr in Liebenfels, Statthalter von Dillingen und Obervogt in Rötteln
- Johann Dietrich von Gemmingen (1676–1757), Grundherr in Fürfeld, Direktor des Ritterkantons Kraichgau
- Johann Dietrich von Gemmingen (1716–1778), Hofmarschall bei den Fürsten von Taxis, den Bischöfen von Speyer und den Markgrafen von Baden-Durlach
- Johann Dietrich von Gemmingen (1744–1805), württembergischer Oberst und Kammerherr
- Johann Friedrich von Gemmingen (1719–1792), brandenburg-ansbachischer Kammerjunker und Obervogt
- Johann Konrad von Gemmingen (1561–1612), deutscher Geistlicher, Fürstbischof in Eichstätt
- Johann Konrad von Gemmingen (1593–1627) (1593–1627), deutscher Reichsritter
- Johann Otto von Gemmingen (1545–1598), deutscher Geistlicher, Fürstbischof in Augsburg
- Johann Philipp von Gemmingen (1729–1766), Grundherr in Babstadt und Kälbertshausen
- Karl von Gemmingen (1804–1885), Oberamtsrichter in Gaildorf und Heilbronn
- Karl von Gemmingen (1861–1953), württembergischer Kammerherr und Staatsrat, Ehren-Kommendator des Johanniterordens
- Karl August von Gemmingen (1716–1785), württembergischer Kammerherr und Generalmajor
- Karl von Gemmingen-Hornberg (1846–1923) (auch Ludwig), preußischer Generalmajor
- Karl von Gemmingen-Hornberg (1857–1935), deutscher Verwaltungsjurist, Kreisdirektor in Forbach und Straßburg, Bezirkspräsident von Lothringen
- Karl Freiherr von Gemmingen-Hornberg (1901–1981), Kommendator des Johanniterordens
- Karl Friedrich von Gemmingen (Kammerherr) (1779–1871), württembergischer Kammerherr und Kreisforstrat des Donaukreises
- Karl Friedrich Reinhard von Gemmingen (1739–1822), brandenburg-ansbachischer Minister und Generaldirektor der Reichsritterschaft
- Karl Friedrich Reinhard von Gemmingen (1743–1821), württembergischer Hausmarschall
- Ludwig von Gemmingen (1793–1858) (Ludwig von Gemmingen-Hornberg; 1793–1858), deutscher Kammerherr und Politiker, MdL Baden
- Ludwig von Gemmingen-Hornberg (1694–1771), deutscher Beamter, Gesandter und Politiker
- Ludwig von Gemmingen-Hornberg (1901–1978), deutscher Schlossherr und Politiker, Bürgermeister von Woffenbach
- Ludwig Eberhard von Gemmingen (1719–1782), deutscher Beamter, Gesandter und Vogt
- Ludwig Eberhard von Gemmingen (1771–1831), deutscher Schlossherr und Kammerherr
- Ludwig Eberhard von Gemmingen-Guttenberg (1750–1841), deutscher Grundherr und Kammerherr
- Luise von Gemmingen (1862–1929), württembergische Hofdame
- Max von Gemmingen (1862–1924), deutscher Offizier, Zeppelin-Vorstand und Kunstsammler
- Max von Gemmingen (1868–1949), deutscher Offizier und Chronist
- Olga-Marie von Gemmingen-Guttenberg (1916–1990), Grundherrin zu Königsbach
- Reinhard von Gemmingen († 1483), wurde 1473 mit einem Teil von Gemmingen belehnt, erhob Ansprüche auf Güter in Gosheim
- Reinhard von Gemmingen (1532–1598), Herr in Treschklingen, Rappenau und Wolfskehlen sowie Burgmann zu Oppenheim und Nierstein
- Reinhard von Gemmingen (1591–1638), Grundherr in Bonfeld und Eschenau
- Reinhard von Gemmingen (1645–1707), Herr auf Burg Hornberg, Treschklingen, Babstadt, Michelfeld, Beihingen und Wolfskehlen
- Reinhard von Gemmingen (1698–1773), Kammerpräsident am Hof der Markgrafen Karl Wilhelm und Karl Friedrich in Karlsruhe
- Reinhard von Gemmingen-Hornberg (1576–1635), Ritter, Hofgerichtsrat und Autor, Grundherr in Michelfeld, Treschklingen und Wolfskehlen
- Reinhard von Gemmingen-Hornberg (1677–1750), Ritterhauptmann im Ritterkanton Odenwald und Generaldirektor der drei Ritterkreise
- Reinhard von Gemmingen-Hornberg (1710–1775), Lehensträger in Kochendorf
- Reinhard von Gemmingen-Hornberg (1744–1772), Benediktiner in Fulda
- Weirich von Gemmingen (1493–1548), deutscher Adliger, Grundherr in Michelfeld und Burggraf auf der Starkenburg
- Weirich von Gemmingen (1575–1613), deutscher Adliger, Grundherr in Michelfeld und weiteren Orten
- Wilhelm Dietrich von Gemmingen (1827–1903), preußischer General der Kavallerie